# Barcelos (Amazonas)
Barcelos, amtlich Município de Barcelos, ist eine brasilianische Stadt im Bundesstaat Amazonas mit 18.834 Einwohnern (2022) und einer großen Gemeindefläche von 122.461 km² (2018). Die Gemeinde ist flächenmäßig größer als mehrere brasilianische Bundesstaaten. Sie ist im Norden Grenzgebiet zu Venezuela.

## Geschichte
Die am rechten Ufer des Rio Negro liegende Stadt entstand aus einem indigenen Walddorf, das am 27. Mai 1758 zu der Vila de Barcelos erhoben und zur ersten Hauptstadt des damaligen Kapitanats São José do Rio Negro der Kolonialzeit Brasiliens, aus dem der heutige Bundesstaat Amazonas hervorging, bestimmt wurde.

## Geographie

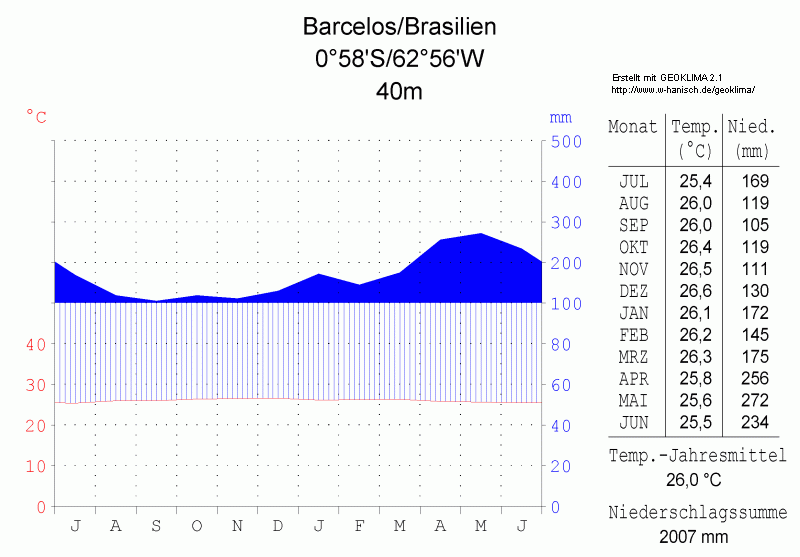
Klimadiagramm Barcelos

Sie liegt in Luftlinie 396 km nordwestlich von Manaus, den Fluss abwärts sind es 496 km. Barcelos verfügt über den Flughafen Barcelos, der am südöstlichen Stadtrand liegt.
Touristische Ziele sind die Ilha Nazaré (3 km), Ilha Cauima (6,6 km), Ilha Raimundo (8 km), Ilha Maporé (15,8 km), Ilha Saracura (20,1 km) oder die Ilha Matada (24,6 km). Das Territorium von Barcelos ist Teil des Nationalparks Jaú (portugiesisch Parque Nacional do Jaú) und des Staatspark Serra do Aracá (Parque Estadual Serra do Aracá). 211 km vom Sitz liegt im Norden der Wasserfall Cachoeira do El Dorado. Die ebenfalls im Norden gelegene Höhle Abismo Guy Collet ist die tiefste und längste in Südamerika.
Auf dem Gebiet der Gemeinde liegen drei Terras Indigenas: Im Gebiet der Gemeinde liegen 2.181.832 ha bzw. 22,5 % der TI Yanomani, in der 26.780 Menschen leben, und die Terra Indígena Jurubaxi-Téa mit 904 Bewohnern und einer Fläche von 1.208.076 ha, davon 235.207 ha in der Gemeinde Barcelos. Die Terra Indígena Aracá-Rio Padauari befindet sich noch im Stadium der Identifikation.

## Bevölkerung
Nach der Volkszählung 2022 lebten 18.834 Einwohner im urbanen Raum, der überwiegende Teil ist im ländlichen Gebiet angesiedelt. Das Statistikinstitut schätzte zum 1. Juli 2019 die Bevölkerungszahl auf insgesamt 27.502 Einwohner und 2024 auf 18.626 Einwohner, die Barcelenser (barcelenses) genannt werden. Die Einwohnerdichte ergibt sich mit 0,2 Personen pro km² als sehr gering.
In der TI Jurubaxi-Téa leben Arapaso, Baniwa, Baré, Dâw, Desana, Koripako, Pira-tapuya, Tariana, Ticuna und Tukano. In der TI Aracá-Rio Padauari Angehörige der Baré, Makurap und Tukano.  In der TI Yanomami leben außer den Yanomami und den Ye´kwana auch sechs Gruppen isolierter Indigener, die den Kontakt zur Außenwelt vermeiden.

## Wirtschaft
Der wichtigste Wirtschaftsfaktor ist der Export von Zierfischen, in erster Linie Neonsalmler. Aber auch Skalare spielen eine größere Rolle.
Geschätzt wird, dass etwa 60 % des Einkommens auf dem Geschäft mit Zierfischen beruhen. Seit 1991 werden die Zierfische über das Projekt Piaba nachhaltig gefangen und vermarktet. Die Bedeutung würdigt auch das dreitägige "Festival do Peixe Ornamental" (auf Deutsch: Festival des Zierfisches), das seit 1994 am letzten Wochenende im Januar stattfindet.

## Persönlichkeiten
- Bento de Figueiredo Tenreiro Aranha (1769–1811), Schriftsteller, Vertreter der amazonischen Regionalliteratur
- Tatunca Nara (* 1941), deutsch-brasilianischer Hochstapler